# Фомин, Максимилиан
Максимилиан Фомин (узб. Maksimilian Fomin; 21 сентября 1993 года, Ташкент, Узбекистан) — узбекистанский футболист, защитник. Играл за молодёжную сборную Узбекистана U-19, U-20 и U-23. 

## Биография
Воспитанник ташкентского «Пахтакора». В 2012-2013 годах привлекался в основную команду «Пахтакора». В 2014 году выступал за ферганское «Нефтчи» и «Андижан», далее играл за самаркандское «Динамо», в последующем выступал за «Бухару». В 2017 году перешёл в оманский «Сахам», через некоторое время стал игроком малайзийского «Перлиса». В 2018 году вернулся в Оман и стал игроком клуба «Сухар». В феврале 2019 года вернулся в Узбекистан и стал игроком «Динамо» .
В 2013 году вместе с молодёжной сборной Узбекистана (U-20) участвовал на молодёжном чемпионате мира 2013 в Турции, где «молодёжка» Узбекистана дошла до четвертьфинала, обыграв Грецию в 1/8 финала и проиграв Франции в 1/4 финала. В группе играла с Хорватией, Уругваем и Новой Зеландией. 
В 2016 году вместе с молодёжной сборной Узбекистана (U-23) участвовал на молодёжном чемпионате Азии 2016 в Катаре, где «молодёжка» Узбекистана сенсационно не смогла выйти из группы. В группе были молодёжные сборные Южной Кореи, Ирака и Йемена.